# Presque rien (film)
Pour les articles homonymes, voir Presque rien.
Pour plus de détails, voir Fiche technique et Distribution.
Presque rien est un film franco-belge de Sébastien Lifshitz, sorti en 2000.

## Synopsis
Mathieu, un adolescent, s'ennuie sur la plage de Pornichet. Il y rencontre Cédric, un jeune homme exubérant pour qui il éprouve de l'attirance. Elle se révèle réciproque. Le montage du film n'est pas chronologique, et raconte de manière parallèle deux périodes de leur vie : l'été de leur rencontre et l'évolution de leur relation, d'abord amour de vacances sans contraintes ni conséquences, puis plus sérieux quand Mathieu décide de s'installer avec Cédric à Nantes ; et l'hiver qui suit quand, après une tentative de suicide, et après avoir quitté Cédric, Mathieu retourne à Pornichet et reprend goût à la vie.

## Fiche technique
- Titre : Presque rien
- Réalisation : Sébastien Lifshitz
- Scénario : Sébastian Lifshitz, Stéphane Bouquet
- Musique : Perry Blake
- Photographie : Pascal Poucet
- Son : Quentin Jacques
- Montage son : Carole Verner
- Montage : Yann Dedet
- Production : Marion Hänsel, Christian Tison
- Distribution : Peccadillo Pictures
- Pays d’origine :  France,  Belgique
- Langue originale : français
- Durée : 95 min
- Date de sortie : 2000

## Distribution
- Stéphane Rideau : Cédric
- Jérémie Elkaïm : Mathieu
- Dominique Reymond : la mère de Mathieu
- Marie Matheron : Annick
- Laetitia Legrix : Sarah
- Nils Ohlund : Pierre
- Éric Savin : le copain d'Annick
- Valérie Donzelli
- Salim Kechiouche

## Autour du film
Le visage des personnages sur l'affiche n'est pas extrait du film lui-même mais d'une photo réalisée par Pierre et Gilles des deux acteurs principaux, nus sur fond d'étoiles de mer.